# Certifications QB UPEC et QB UPEC.A+
Les marques QB UPEC et QB UPEC.A+ certifient la qualité, la durabilité et l’aptitude à l’usage des revêtements de sol en fonction du type de local à revêtir.

## Le classement UPEC des locaux
Le classement UPEC des revêtements de sol est un classement français de durabilité qui caractérise le sol d’un local en fonction de son usage. Ce classement répertorie les locaux en huit catégories : habitation, bureaux, gares et aéroports, commerce, hôtellerie, enseignement, hôpitaux et maisons d'accueil pour personnes âgées, avec le détail, pour chacune d'elles, de la fonction de la pièce. La sévérité d'usage varie selon le type de local. Le classement UPEC indique le niveau de résistance à atteindre par le revêtement de sol en fonction du type d’ouvrage, en matière d’usure à la marche (U), de poinçonnement dû au mobilier fixe ou roulant ou à la chute d’objet (P), de tenue à l’eau ou à l’humidité (E) et aux produits chimiques ou tâchants (C). Ces performances sont caractérisées par l’association de ces lettres à des indices allant de 1 à 4 qui correspondent à des sévérités d’usages. L’indice augmente avec les niveaux d’exigence du local ou de performance du revêtement de sol. La compatibilité du revêtement à l’usage se traduit par un classement du revêtement au moins égal à celui du local. Ce classement va être réactualisé courant 2014.

## Les certifications QB UPEC et QB UPEC.A+
La marque de certification QB UPEC atteste de la conformité d'un revêtement de sol aux spécifications des normes européennes produits et aux exigences complémentaires des règles de certification concernées. La marque QB UPEC appartient au Centre Scientifique et Technique du Bâtiment (CSTB).
Par rapport à la marque QB UPEC, la marque QB UPEC.A+ apporte une indication supplémentaire sur la qualité acoustique des revêtements de sol. Les marques QB UPEC et QB UPEC.A+ garantissent les caractéristiques à l’usage dans le temps grâce aux contrôles qualité qui sont effectués périodiquement, par le CSTB, dans les sites de production et dans le réseau de distribution des produits certifiés. Les produits certifiés sont soumis à une obligation de marquage, sur le produit et sur leur documentation.
Par exemple, les revêtements de sol PVC certifiés QB UPEC et QB UPEC.A+ sont conformes aux normes produits européennes qui s’y rapportent, NF EN 649 à NF EN 655, et aux exigences complémentaires des règles de certification concernées (NF 189) que sont le choc, la stabilité dimensionnelle, la traction et les tâches. Les revêtements de sol PVC certifiés QB UPEC.A+ doivent pouvoir justifier d'une valeur d’efficacité acoustique contre les bruits de choc supérieure ou égale à 15 dB et d'un niveau de sonorité à la marche inférieure à 65 dB.